# Heiligtum am Demlfeld
Das Heiligtum am Demlfeld ist eine archäologische Fundstelle in Tirol, die der Eisenzeit zugeordnet wird.
Bereits 2002 hatte der Verein ARCHAEOTIROL am Demlfeld in Ampass nahe Innsbruck sehr erfolgreiche, jedoch kleinflächige Grabungen an dem kurz zuvor entdeckten Heiligtum durchgeführt. Als bekannt wurde, dass das gesamte Grundstück bebaut werden sollte, wurde der Verein vom Bundesdenkmalamt betraut, dort in den Jahren 2006 und 2007 Denkmalschutzgrabungen auf einer Fläche von 875 m² durchzuführen.
Die Grabungen erbrachten einen bislang unbekannten Typ eines Heiligtums, das sich ungewöhnlicherweise auf einer fast ebenen Fläche befand, während man sonst Brandaltäre meist auf Kuppen errichtete. Altar 1 bestand aus einem sauber gesetzten Pflaster aus flachen Kieseln, bedeckte mehrere verziegelte Flächen und war somit mehrphasig. Auf den Flächen fanden sich jedoch so gut wie keine Reste von Brandriten, weder kalzinierte Knochen noch nennenswerte Stücke von verkohltem Holz. Demnach wurde der niedrige Verbrennungsplatz stets säuberlich gereinigt. Wohin aber die Brandasche gelangte, bleibt offen.
Altar 2 zeigte hingegen eine völlig andere Bauart: eine gerundet-rechteckige, niedrige Steineinfassung umgab die Brandfläche, die ebenfalls mehrere Phasen aufwies. Als vorletzte Maßnahme hatte man in der Mitte der von den Feuern verziegelten Fläche ein Pfostenloch eingetieft und später wieder verfüllt. Jedenfalls müssen dort große Mengen von Tierteilen verbrannt worden sein, denn südlich des Altares fanden sich Aschen und kalzinierte Tierknochen als eine etwa 20 bis 30 cm mächtige Abraumschicht.
Zu den Auffindungschancen solcher niedriger Altäre sei noch vermerkt, dass sie obertägig nicht auszumachen waren. Wohl aber hätten sie sich bei einer geophysikalischen Prospektion sowohl durch das Georadar wie auch durch das Caesiumgradiometer deutlich abgezeichnet. Bei Baggerarbeiten wären diese unauffälligen Strukturen sicher unentdeckt geblieben.
Die ältesten Weihegaben stammen aus der Zeit um 600 v. Chr. Geb., die jüngsten aus der frühen römischen Kaiserzeit. Das Heiligtum war mit wertvollen Opfergaben besonders reich bestückt. Die mehr als 2000 Objekte, wie Schmuck oder Ritualgeräte – abgesehen von den Tierteilen und Gütern aus organischem Material – verteilen sich allerdings auf etwa 600 Jahre, und das ergäbe – rein theoretisch gerechnet – 3,3 Objekte pro Jahr, derer man sich entäußerte. Überraschenderweise gehörte der Großteil der Funde in die weibliche Sphäre.
Besonders signifikant ist die stark stilisierte Darstellung einer Frau aus Bronzeblech: In den Leib eingeschnitten ist eine weitere Gestalt. Gemeint ist sicher die Darstellung einer Schwangeren.
Eigene Heiligtümer wie jenes am Demlfeld werfen natürlich ein deutliches Licht auf die Rolle und den Rang der Frauen in der „raetischen“ Gesellschaft. Zudem belegen die erschließbaren Besitzverhältnisse zugleich den autonomen Rechtsstatus.

## Weblink
- ArchaeoTirol

Koordinaten: 47° 15′ 34″ N, 11° 27′ 48″ O